# Grewia bojeri
Grewia bojeri är en malvaväxtart som beskrevs av David John Mabberley. Grewia bojeri ingår i släktet Grewia och familjen malvaväxter. Inga underarter finns listade i Catalogue of Life.